# انکال
انکال (به فرانسوی: Anougal) یک شهرک در مراکش است که در استان حوز واقع شده‌است. انکال ۴٬۱۷۳ نفر جمعیت دارد.